# ایگناسیو واسکس (بازیکن فوتبال، زاده ۱۹۷۱)
ایگناسیو واسکس (اسپانیایی: Ignacio Vázquez‎؛ زادهٔ ۳۱ ژوئیهٔ ۱۹۷۱) بازیکن فوتبال اهل مکزیک بود.
از باشگاه‌هایی که در آن بازی کرده‌است می‌توان به باشگاه فوتبال گوادالاخارا، باشگاه فوتبال سانتوس لاگونا، باشگاه فوتبال لئون، باشگاه فوتبال آتلانتی، باشگاه فوتبال تیگرس اونال، و باشگاه ورزشی ناسیونال اشاره کرد.
وی همچنین در تیم‌های ملی فوتبال زیر ۲۳ سال مکزیک و مکزیک بازی کرده‌است.